# Daniela Westerlund
Daniela Westerlund, född den 23 februari 1998, är en finländsk innebandysspelare som spelar för svenska SSL-laget Warberg och finländska damlandslaget.
Daniela Westerlund har med det finländska landslaget tagit VM-silver år 2021 och 2023 och guld i World Games år 2025.